# Metropolia Asunción
Metropolia Asunción – metropolia rzymskokatolicka w Paragwaju utworzona 1 maja 1929.

## Diecezje wchodzące w skład metropolii
- Archidiecezja Asunción
  - Diecezja Benjamín Aceval
  - Diecezja Caacupé
  - Diecezja Caazapá
  - Diecezja Canindeyú
  - Diecezja Carapeguá
  - Diecezja Ciudad del Este
  - Diecezja Concepción en Paraguay
  - Diecezja Coronel Oviedo
  - Diecezja Encarnación
  - Diecezja San Juan Bautista de las Misiones
  - Diecezja San Lorenzo
  - Diecezja San Pedro
  - Diecezja Villarrica del Espíritu Santo

## Biskupi
- Metropolita: kard. Adalberto Martínez (od 2022) (Asunción)
  - Sufragan: bp Amancio Benítez (od 2018) (Benjamín Aceval)
  - Sufragan: bp Ricardo Valenzuela (od 2017) (Caacupé)
  - Sufragan: bp Marcelo Benítez Martínez (od 2025) (Caazapá)
  - Sufragan: bp Roberto Zacarías (od 2024) (Canindeyú)
  - Sufragan: bp Celestino Ocampo Gaona (od 2018) (Carapeguá)
  - Sufragan: bp Pedro Collar Noguera (od 2024) (Ciudad del Este)
  - sede vacante (od 2024) (Concepción)
  - Sufragan: bp Juan Bautista Gavilán (od 2002) (Coronel Oviedo)
  - Sufragan: bp Francisco Pistilli (od 2014) (Encarnación)
  - Sufragan: bp Osmar López Benítez (od 2025) (San Juan Bautista de las Misiones)
  - Sufragan: bp Joaquín Robledo (od 2015) (San Lorenzo)
  - Sufragan: bp Pierre Laurent Jubinville (od 2013) (San Pedro)
  - Sufragan: bp Miguel Cabello (od 2025) (Villarrica)

## Główne świątynie
- Katedra metropolitalna Matki Boskiej Wniebowziętej w Asunción
- Bazylika Matki Boskiej z Pilar
- Katedra św. Róży z Limy w Benjamín Aceval
- Katedra Matki Boskiej Cudownej Caacupé
- Katedra św. Pawła w Caazapá
- Katedra Niepokalanego Poczęcia Najświętszej Marii Panny w Carapeguá
- Katedra św. Błażeja w Ciudad del Este
- Katedra Niepokalanego Poczęcia Najświętszej Marii Panny w Concepción
- Katedra Matki Boskiej Różańcowej w Coronel Oviedo
- Katedra Wcielenia w Encarnación
- Katedra Najświętszego Serca Jezusa w Katueté
- Katedra św. Jana Chrzciciela w San Juan Bautista de las Misiones
- Katedra św. Wawrzyńca w San Lorenzo
- Katedra św. Piotra w San Pedro de Ycuamandiyú
- Katedra św. Klary w Villarrica